# Mionica (Kosjerić)
Mionica es un pueblo ubicado en la municipalidad de Kosjerić, en el distrito de Zlatibor, Serbia.

## Superficie
Posee una superficie de 10,46 kilómetros cuadrados.

## Demografía
Hasta 2011 la población era de 148 habitantes, con una densidad de población de 14,15 habitantes por kilómetro cuadrado.